# Napoleonidi
Con napoleonidi in numismatica sono indicate monete coniate da Napoleone I e dagli altri stati che erano più o meno strettamente legati al Primo impero francese.

## Storia
Il sistema di governo instauratosi con la Rivoluzione francese, dopo aver usato inizialmente il sistema duodecimale che era in vigore da secoli in Francia, decise di passare ad un sistema decimale e contemporaneamente ad una nuova unità di conto, il franco.
Dopo il breve episodio dell'assegnato, è l'immagine di Bonaparte primo Console che è battuta sulla prima moneta da 1 franco, nell'anno XI (1802-03).
Le guerre napoleoniche fecero espandere, in un modo o nell'altro, questo nuovo sistema in tutta l'Europa, dato che l'Imperatore non esitò ad imporlo a tutti gli stati che occupò, per creare una prima unità monetaria europea.
I pezzi emessi, detti "napoléonides", portarono i ritratti dell'imperatore o dei suoi parenti Girolamo Bonaparte in Vestfalia, Giuseppe Bonaparte in Spagna, Gioacchino Murat a Napoli etc.
L'introduzione del nuovo sistema monetario non fu bene accolta in Vestfalia. La popolazione locale era molto attaccata alle sue monete anche se il sistema monetario era molto complesso e comprendeva tallero, Groschen (o gros denier tournois); provava un'avversione ben comprensibile contro un numerario straniero e non era disposta ad accettare un nuovo sistema monetario imposto con la forza.
Il rifiuto fu tale che Napoleone I decise di non insistere ad imporre il sistema francese alla Spagna, a Barcellona, alle Provincie dell'Illiria, oltre che ai territori della Germania del Nord che erano troppo abituati alla monetazione di Amburgo.
Questo tentativo di unione monetaria inizialmente non ebbe successo. Solo intorno agli anni 1860 l'eredità di questa monetazione diede luogo all'Unione monetaria latina. Un ricordo di questo sistema è rimasto fino ai giorni nostri nel dialetto milanese, in cui il termine franch ha continuato ad essere usato (fino all'avvento dell'euro) al posto di "lira/lire".
Dopo la morte dell'imperatore e lo smembramento dell'impero, il sistema decimale restò in uso e continuò a guadagnare spazio in Europa. Fu usato da vari stati tra cui il ducato di Parma (1815), il regno di Sardegna (1816), il Belgio (1832), la Svizzera (1850).